# 袁雨萱
袁雨萱（英語：Yuxuan Yuan，1997年7月8日—），出生於上海市，中國女演員，畢業於上海戲劇學院表演系。2015年參演湖南衛視《一年級·大學季》進入演藝圈。2018年3月首次出演古裝言情劇《烈火如歌》；2020年出演古裝玄幻愛情劇《三生三世枕上書》 飾演古道熱腸的成玉元君打開知名度。2021年主演都市懸愛劇《不能戀愛的秘密》飾演車禍失去記憶霸氣歸來的職場高能御姐蘇伊及古裝言情劇《斛珠夫人》飾演綾錦司典衣柘榴一角，人氣上升。2024年在電視劇《柳舟記》中飾演可愛吃貨石雪霽，因其出眾的格局與智慧，從無法抉擇命運的庶女逆襲登上了皇后的寶座並輔佐皇帝，演技在觀眾中贏得了大量好評及青睞。粉絲名为“元寶”。

## 个人背景
袁雨萱出生於一個小康之家，其父母都是工薪階層，但倆人均是研究生學歷，畢業於國內某知名大學的理工專業，是學霸家庭。
袁雨萱的父母初心是希望她考個重點大學，學習理工專業，同時也能對她的學業進行輔導。然而，外貌出眾的她曾被星探發現，拍攝過雜誌，當過車展、淘寶的模特，抱着試一試的心態考上海戲劇學院，但父母卻不同意袁雨萱學藝術，因為她沒經過任何藝術培訓又不認識文藝圈的人，於是父母抱着肯定考不上的想法同意她參加藝考，結果沒想到她的藝考表演成績在上海兩個藝術類高校都是排名全國第二，便不再干涉，允許她報考上海戲劇學院，而袁雨萱也以高出上戲200多分的文化課成績考上表演系第一名。

## 影視作品

### 電視劇／網絡劇
| 年份 | 劇名                     | 角色       | 備註     |
| 2018 | 《烈火如歌》             | 蝶衣       |          |
| 2018 | 《扶搖》                 | 齊韵       |          |
| 2020 | 《三生三世枕上書》       | 成玉       |          |
| 2020 | 《報告王爺，王妃是隻貓》 | 米小七     | 網絡劇   |
| 2020 | 《非處方青春》           | 童雨時     |          |
| 2021 | 《不能戀愛的秘密》       | 沐曉、蘇伊 | 網絡劇   |
| 2021 | 《斛珠夫人》             | 鞠柘榴     |          |
| 2021 | 《陪你逐风飞翔》         | 罗晓意     |          |
| 2022 | 《勇者无惧》             | 安寧       |          |
| 2023 | 《姜小梨的口紅》         | 姜小梨     | 網絡短劇 |
| 2024 | 《柳舟記》               | 石雪霽     |          |
| 2025 | 《只此江湖梦》           | 唐瓔珞     | 網絡劇   |

### 電影
| 年份   | 劇名                   | 角色 |
| 2016年 | 《不讓青春虛度》       | 萱萱 |
| 2016年 | 《所以，和黑粉結婚了》 |      |

### 綜藝
| 日期           | 播出平台 | 節目名稱          | 備註 |
| 2015年10月31日 | 湖南衛視 | 《一年級·大學季》 |      |

## 音樂作品

### 單曲
| 年份 | 單曲名稱 | 備註                    |
| 2015 | 《新生》 | 《一年級·大學季》主題曲 |

## 獎項
| 年份 | 獎項                     | 提名   | 結果 |
| 2021 | 瑞麗年度潛力女演員       | 不適用 | 獲獎 |
| 2022 | 永定客家土樓文化傳播大使 | 不適用 | 獲獎 |

## 外部連結
- 嘉行傳媒上袁雨萱的簡介 （页面存档备份，存于）